# Багер Ель-Мохамаді
Багер Ель-Мохамаді (араб. باهر المحمدى, нар. 1 листопада 1996, Ісмаїлія) — єгипетський футболіст, правий захисник клубу «Ісмайлі» і національної збірної Єгипту.

## Клубна кар'єра
Народився 1 листопада 1996 року в місті Ісмаїлія. Вихованець футбольної школи місцевого клубу «Ісмайлі». Дорослу футбольну кар'єру розпочав 2016 року в основній команді того ж клубу, швидко ставши основним її гравцем на правому фланзі захисту.

## Виступи за збірну
2018 року дебютував в офіційних матчах у складі національної збірної Єгипту.
У складі збірної був учасником домашнього для єгиптян Кубка африканських націй 2019 року. На турнірі виходив на поле в одному матчі групового етапу, а збірна сенсаційно вибула з боротьби вже на стадії 1/8 фіналу.
| Дата       | Місто           | Господарі | Результат | Гості    | Турнір                                   | Голи | Примітки |
| ---------- | --------------- | --------- | --------- | -------- | ---------------------------------------- | ---- | -------- |
| 8-9-2018   | Александрія     | Єгипет    | 6 – 0     | Нігер    | Відбір до Кубка африканських націй 2019  | -    | 79'      |
| 12-10-2018 | Каїр            | Єгипет    | 4 – 1     | Есватіні | Відбір до Кубка африканських націй 2019  | -    |          |
| 16-10-2018 | Манзіні (місто) | Есватіні  | 0 – 2     | Єгипет   | Відбір до Кубка африканських націй 2019  | -    |          |
| 16-11-2018 | Александрія     | Єгипет    | 3 – 2     | Туніс    | Відбір до Кубка африканських націй 2019  | 1    |          |
| 26-3-2019  | Асаба           | Нігерія   | 1 – 0     | Єгипет   | товариський матч                         | -    |          |
| 16-6-2019  | Александрія     | Єгипет    | 3 – 1     | Гвінея   | товариський матч                         | -    |          |
| 30-6-2019  | Каїр            | Уганда    | 0 – 2     | Єгипет   | Кубок африканських націй 2019 - 1-й етап | -    |          |
| 7-11-2019  | Александрія     | Єгипет    | 1 – 0     | Ліберія  | товариський матч                         | -    | 59'      |
| Усього     |                 | Матчів    | 8         |          | Голів                                    | 1    |          |